# بار اضافه (فیلم ۱۹۹۷)
بار اضافه (انگلیسی: Excess Baggage) فیلمی آمریکایی در سبک کمدی به کارگردانی مارکو برامبیلا است که در سال ۱۹۹۷ منتشر شد.

## بازیگران
- آلیسیا سیلورستون
- بنیسیو دل تورو
- کریستوفر واکن
- هری کانیک جونیور
- هیرو کاناگاوا
- جک تامپسون
- لیلند ارسر
- مایکل بوون
- نیکولاس تورتورو
- سالی کرکلند